# Opeth
Opeth je švedski progresivni metal/rock sastav iz Stockholma, osnovan 1990. godine. Dok je sastav promijenio nekoliko postava, pjevač, gitarist i tekstopisac Mikael Åkerfeldt je ostao Opethova pokretačka sila otkad se pridružio odmah nakon začetka. Dok je čvrsto ukorijenjen u skandinavski death metal, Opeth je dosljedno uključen i u utjecaj progresivnog metala, bluesa, rocka i jazza. Mnoge pjesme uključuju akustičnu gitaru i duge pjesme, kao i death growl vokal. Iako su rijetko na turneji bili za svoja prva četiri albuma, Opeth je napravio svoju prvu svjetsku turneju nakon objavljivanja akbuma Blackwater Park 2001. godine. 
Opeth je objavio deset studijskih albuma, tri live albuma, dva box seta, i tri DVD-a. Sastav je izdao svoj debitantski album Orchid 1995. Iako je njihov osmi studijski album Ghost Reveries bio prilično popularan u SAD-u, Opeth nije doživio komercijalni uspjeh sve do 2008. kada je objavljen deveti studijski album, Watershed, koji je na tamošnjoj top listi albuma bio dvadeset i treći, i na vrhu finske top liste albuma u prvom tjednu prodaje.

## Članovi
- Mikael Åkerfeldt - vokal, gitara
- Martin Mendez - bas-gitara
- Joakim Svalberg - klavijature, prateći vokal
- Martin Axenrot - bubnjevi
- Fredrik Åkesson - gitara, prateći vokal

## Diskografija
Studijski albumi
- Orchid (1995.)
- Morningrise (1996.)
- My Arms, Your Hearse (1998.)
- Still Life (1999.)
- Blackwater Park (2001.)
- Deliverance (2002.)
- Damnation (2003.)
- Ghost Reveries (2005.)
- Watershed (2008.)
- Heritage (2011.)
- Pale Communion (2014.)
- Sorceress (2016.)
- In Cauda Venenum (2019.)
- The Last Will and Testament (2024.)

## Vanjske poveznice

### Sestrinski projekti
|  | Zajednički poslužitelj ima još gradiva o temi Opeth |

### Mrežna mjesta
- Službene mrežne stranice sastava Opeth